# Todesdrohung
Unter einer Todesdrohung (oder auch Morddrohung) versteht man die Drohung, dass der Tod eines Lebewesens hervorgerufen wird, meist geschieht dies gegenüber einer anderen Person. In Abgrenzung zur bloßen Warnung vor dem Tod, schreibt sich der Drohende einen Einfluss auf den Eintritt des Todes zu.

## Drohung mit dem Tod eines Menschen
Bei der Drohung mit dem Tod eines Menschen wird gegenüber einer Person gedroht, dass ein Mensch getötet wird.

### Rechtliche Situation

#### Deutschland
Als Nichtanzeige geplanter Straftaten strafbar ist es, eine ernsthaft geäußerte Todesdrohung nicht an die Strafverfolgungsbehörden weiterzuleiten. Das Drohen mit dem Tod eines Menschen, um eine Person zu einer Handlung, Duldung oder Unterlassung zu veranlassen, ist nach deutschem Strafrecht eine Nötigung, auch wenn mit dem Tod einer dritten Person gedroht wird. Die Drohung mit Mord oder Totschlag gegen den Bedrohten oder eine ihm nahestehende Person ist eine strafbare Bedrohung. Darüber hinaus kommen Todesdrohungen teilweise auch bei Raub, Erpressungen, Erpresserischem Menschenraub und Geiselnahmen vor. Wird die Drohung wahr gemacht, kommt eine Strafbarkeit wegen versuchtem oder vollendetem, vorsätzlichen Tötungsdelikts, wie Mord oder Totschlag in Betracht.